# Cotys (mythologie)
Pour les articles homonymes, voir Cotys.
Dans la mythologie grecque, Cotys (en grec ancien Κότυς / Kótus) est une déesse de l'impudicité. Son culte, né en Thrace, passa en Phrygie, et de là en Grèce. Elle avait un temple à Athènes, et des prêtres appelés Baptes. On célébrait en son honneur des cérémonies accompagnées de débauches.
En mythologie dace, elle serait déesse-mère, protectrice de la terre et des moissons.

## Source
Cet article comprend des extraits du Dictionnaire Bouillet. Il est possible de supprimer cette indication, si le texte reflète le savoir actuel sur ce thème, si les sources sont citées, s'il satisfait aux exigences linguistiques actuelles et s'il ne contient pas de propos qui vont à l'encontre des règles de neutralité de Wikipédia. Les informations données sont peut-être désormais erronées ou incorrectes : vous pouvez partager vos connaissances en améliorant ou en modifiant cet article.